# Synidotea consolidata
Synidotea consolidata är en kräftdjursart som först beskrevs av William Stimpson 1857.  Synidotea consolidata ingår i släktet Synidotea och familjen tånglöss. Inga underarter finns listade i Catalogue of Life.